# آیدا فیلد
آیدا فیلد (انگلیسی: Ayda Field؛ زادهٔ ۱۷ مهٔ ۱۹۷۹) یک هنرپیشه اهل ایالات متحده آمریکا است. وی از سال ۲۰۰۰ میلادی تاکنون مشغول فعالیت بوده‌است.